# 炮台

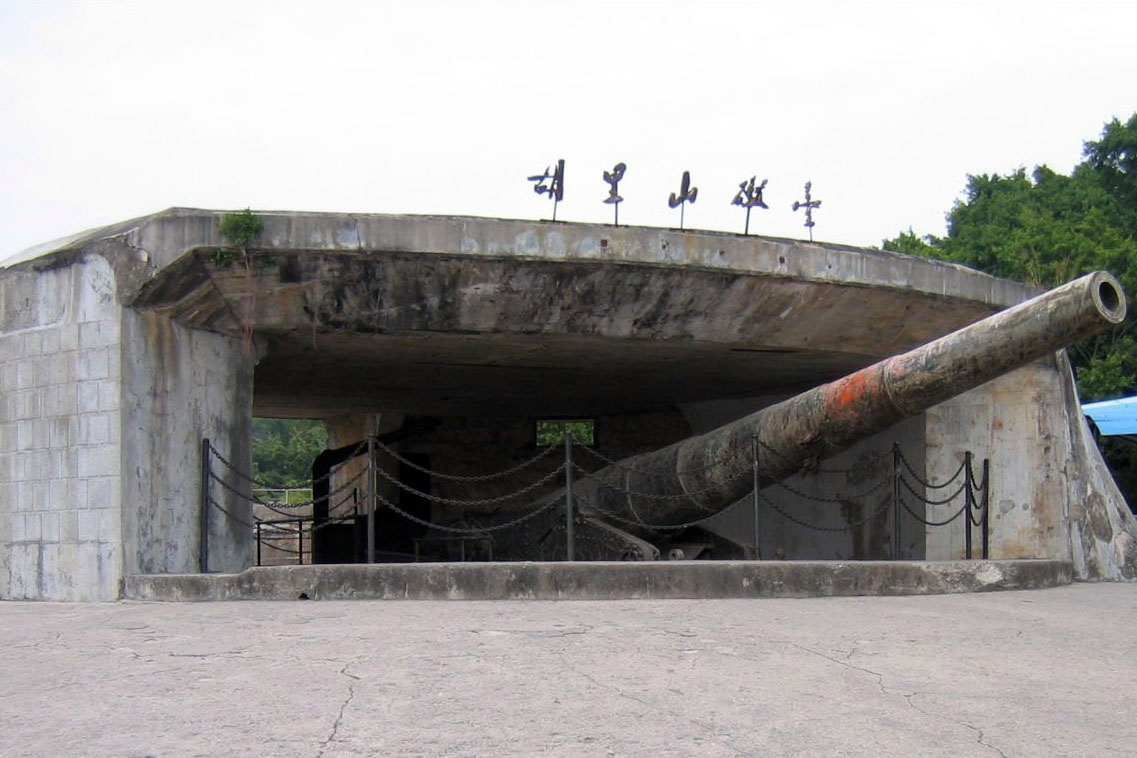
廈門胡里山砲臺

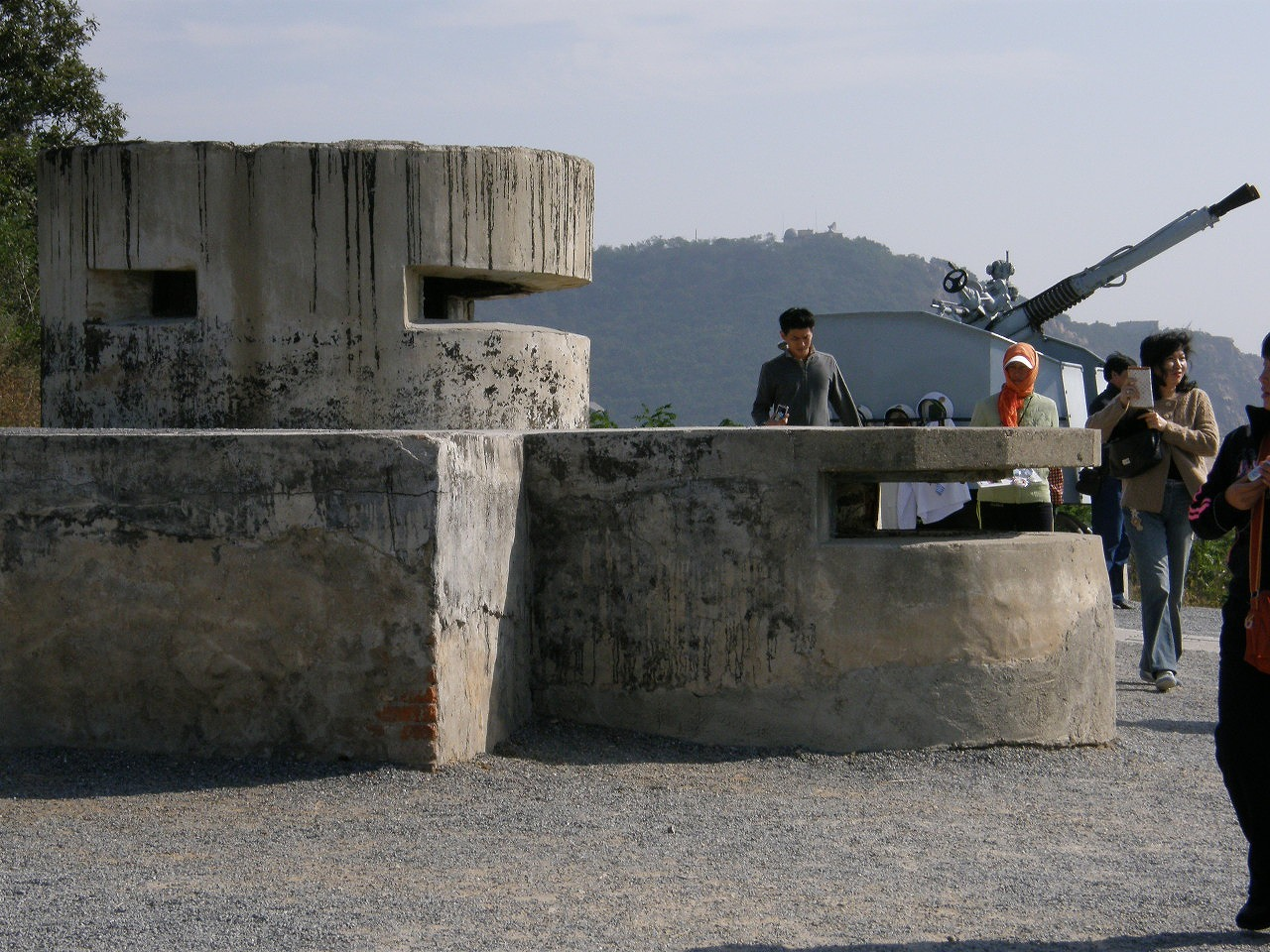
清代海防砲臺（旅順）

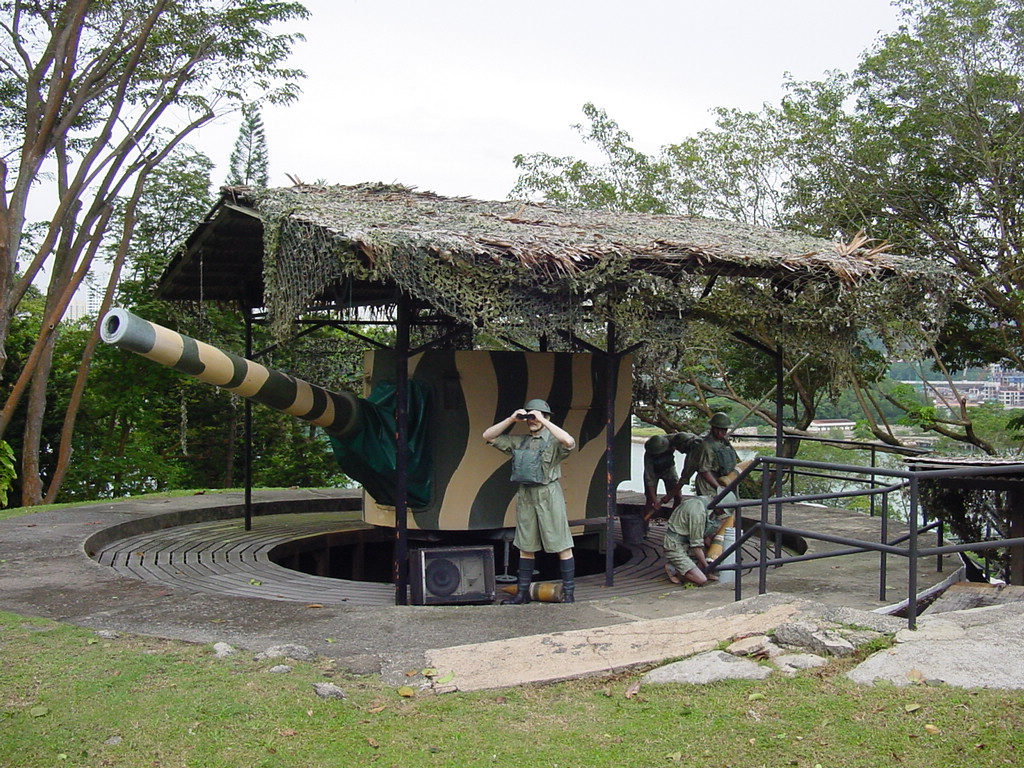
新加坡西樂索砲台

砲臺，又作礮臺，是指裝備火炮的軍事建設。作為永久形式的砲臺，通常作為防禦性工事，且較為堅固，並主要装备大口径、远射程火炮，其中沿岸建設，發揮岸防作用的砲臺，又被稱為沿岸砲臺。然而，亦有為數不少的砲臺形式與此相反，例如17世紀的歐洲曾出現用作進攻要塞，軍隊只用土堆、壕溝、堡壘建設而成的炮兵陣地。

## 遗留砲臺
由于现代战争的变革和火炮的机动性，砲臺已不再作为战时工事而遭遗弃，只留下一些大的具有战略意义或历史意义的砲臺被保护下来成为历史遗址。
- 厦门胡里山砲臺
- 天津大沽口砲臺
- 澳门东望洋砲臺
- 澳门望厦砲臺
- 澳门圣地牙哥砲臺
- 澳门竹仔室砲臺
- 澳门烧灰炉砲臺
- 澳门东望洋山砲臺
- 澳门青洲山砲臺
- 澳门圣地牙哥砲臺
- 香港分流砲臺
- 香港松林砲臺
- 新加坡西樂索砲台（英语：Fort Siloso）

## 參看
- 要塞
- 海岸炮
- 加農炮
- 榴彈炮
- 香港海防博物館